# Oskar Formánek
Oskar Formánek (Lysá pod Makytou, 7 settembre 1915 – Prešov, 21 luglio 1991) è stato un vescovo cattolico slovacco.

## Biografia
Oskar Formánek nacque a Lysá pod Makytou il 7 settembre 1915 ed era il primo di dieci figli.

### Formazione e ministero sacerdotale
Dopo essersi diplomato alla scuola popolare, proseguì gli studi a Trenčín. La sua partecipazione alle celebrazioni di Pribin a Nitra gli costò l'espulsione dal liceo nel 1933. Il suo parroco gli consigliò quindi di rivolgersi ad Andrej Hlinka, un prete di Rzeszów, e di cercare con lui una soluzione. Dopo aver sentito padre Hlinka, trovò la via d'uscita nell'ingresso come novizio nella Compagnia di Gesù il 29 gennaio 1934.
Nel settembre del 1935 si diplomò al ginnasio e l'anno successivo si recò a Kláštor pod Znievom per proseguire gli studi. Nel settembre del 1936 iniziò gli studi filosofici presso la Facoltà di teologia dell'Università di Innsbruck. Dopo due anni, andò in Croazia per diplomarsi all'Istituto filosofico di Zagabria. Nell'estate del 1939 tornò a Ružomberok, dove lavorò nella redazione del periodico "Apoštolát" e di altre riviste. Il vescovo di Spiš Ján Vojtaššák in seguito affidò il seminario minore di Levoča alle cure dei gesuiti. Formánek fu quindi coinvolto nell'insegnamento agli studenti del ginnasio. Dall'autunno del 1940 insegnò latino e geografia. Dopo aver insegnato per due anni anche grammatica, nel settembre del 1942, riprese gli studi teologici presso l'istituto di Banská Bystrica.
Terminati gli studi teologici, il 25 gennaio 1945, fu ordinato presbitero. I tempi del dopoguerra videro un aumento del numero di occupazioni e padre Formánek nell'autunno del 1946 iniziò l'attività di formatore nella casa dei gesuiti di Ružomberok. Nel luglio del 1947 si recò a Namur per seguire un corso di formazione. Dopo un anno all'estero, rientrò nella casa dei gesuiti di Bratislava. Dal luglio del 1949 gli venne riaffidato il ruolo di formatore nel noviziato di Ružomberok. Rimase lì fino alla liquidazione degli ordini religiosi maschili avvenuto nell'aprile del 1950. Fu internato a Jasov e dopo dieci giorni nel Convento dei piaristi di Podolínec, trasferimento in campo di internamento per religiosi. In seguito fu ricoverato all'ospedale di Levoča per problemi di salute. Da questo momento al Natale nel 1950 rimase in clandestinità e fu nascosto da diverse famiglie a Ružomberok e a Ľubochňa. Nel settembre del 1952 giunse a Trenčín, dove fu ospitato dalla famiglia Adamovský. Durante questo periodo seguì la formazione di un certo numero di novizi e scolastici impiegati nelle professioni civili. Tentò di recuperare la formazione del noviziato in segreto e iniziò ad accettare clandestinamente coloro che erano interessati alla vita religiosa. Nel 1952, per decisione del padre provinciale, fu però sospeso dalla formazione segreta dei novizi. Ciò fu dovuto, in particolare, al fatto che l'ordine negli anni '50 vide proibita la possibilità di una vita pubblica in Slovacchia e non voleva che i giovani candidati si formassero senza un'ampia visione sociale. I coniugi Julius e Maria Adamovský, che avevano dato rifugio a padre Formánek, il 2 aprile 1955 furono arrestati e il 5 giugno dell'anno successivo la corte regionale di Žilina li condannò al carcere. Julius fu condannato a due anni e Maria a un anno e mezzo. Anche padre Formánek e un altro membro dell'ordine di Ružomberok, Louis Novak, furono condannati a tre anni di carcere. A seguito del ricorso ad un tribunale superiore di Praga vennero tutti rilasciati il 29 agosto 1956. Un mese dopo il tribunale regionale di Žilina deliberò in seduta pubblica e condannò nuovamente i coniugi Adamovský. Novak venne rilasciato per grazia presidenziale il 9 maggio 1955.
Nel corso del 1955, dieci gesuiti furono gradualmente arrestati in Slovacchia. Padre Formánek venne accusato di tradimento. Il 28 aprile del 1956, in un processo di gruppo, la Corte suprema di Praga lo condannò a dieci anni di carcere. Scontò la pena in diversi centri di detenzione e nel maggio del 1960 giunse nel carcere di Valdice. In occasione del quindicesimo anniversario della fine della seconda guerra mondiale il presidente della Repubblica concesse la grazia a molti prigionieri. Tra questi vi era anche padre Formánek.
Dopo il suo ritorno alla vita civile, nel luglio del 1960, iniziò a lavorare nell'Istituto di geodesia e cartografia di Púchov. Lì lavorò fino al maggio del 1965. In seguito si trasferì a Prešov. Lì dal 1º gennaio 1966 lavorò come pianificatore per l'edilizia e lo sviluppo agricolo negli edifici agricoli. Gli eventi della Primavera di Praga del 1968 gli offrirono l'opportunità di rientrare nelle attività pubbliche nella Chiesa cattolica. Dall'ottobre del 1968 al 30 settembre del 1972 operò presso la chiesa di San Nicola a Prešov. Il suo eloquente servizio fu fermato da un funzionario che gli revocò il permesso statale di esercitare un ministero pastorale pubblico.

### Ministero episcopale
Alla fine della sua attività sacerdotale a Prešov arrivò la decisione di accettare l'ordinazione episcopale. Nell'agosto del 1972 il vescovo Felix Maria Davídek gli conferì clandestinamente l'ordinazione episcopale. Le circostanze difficili e tese di quel periodo non permettono di chiarire i motivi per i quali ricevette tale sacramento. La Santa Sede in seguito valuterà tutte le ordinazioni conferite da Felix Maria Davídek come dubbie. Dopo la revoca del permesso statale, monsignor Formánek trovò temporaneamente lavoro in una compagnia metallurgica di Prešov come magazziniere. Dal 1973 lavorò come operaio magazziniere nella cooperativa abitativa distrettuale di Prešov. Andò in pensione nel 1976.
Dopo il 1968 fece parte della squadra di traduttori di libri liturgici per la Società di Sant'Adalberto. Tradusse il breviario, diversi testi liturgici e le memorie dei santi e beati della Compagnia di Gesù. Il lavoro di traduzione per la Società di Sant'Adalberto fu per lui fonte di gioia, ma anche di tensione. I problemi cominciarono nell'anno 1970. Egli chiese la concessione dei diritti d'autore per i testi liturgici tradotti. Il tribunale non glieli concesse ritenendo che i diritti d'autore delle preghiere liturgiche non appartenessero al traduttore, ma alla Chiesa che li aveva scritti. Nel novembre del 1978, in una perquisizione della sua residenza, furono trovati libri e altre cose che si volevano usare in un processo programmato contro di lui. Alla perquisizione seguirono quattro interrogatori con le accuse di aver ostacolato la supervisione dello Stato sulla Chiesa e di sedizione. Nell'ottobre del 1979 il pubblico ministero intentò contro di lui e Mária Kožárová una causa presso la corte distrettuale di Prešov. Il 25 giugno 1980 la corte lo giudicò colpevole di riproduzione e diffusione di pubblicazioni illegali e incitamento dei laici. Venne condannato a diciotto mesi di reclusione con la condizionale di quattro anni. Mária Kožárová venne condannata a un anno di reclusione con la condizionale di tre anni. In seguito fece ricorso alla corte regionale di Košice che annullò il giudizio del tribunale distrettuale e lo restituì al pubblico ministero per le indagini. Nell'aprile del 1982 il procuratore distrettuale depositò a Prešov una seconda azione per sedizione e ostruzione del controllo dello Stato sulla Chiesa. Il 28 luglio 1982 la corte di Prešov lo condannò a un anno di carcere con la condizionale di due anni. Mária Kožárová venne condannata a sei mesi con la condizionale di un anno. Il suo lungo caso giudiziario venne riportato in dettaglio dai mezzi di comunicazione in patria e all'estero. A seguito delle vicende giudiziarie dovette interrompere la sua attività di ricerca e indebolì la sua salute.
Nel 1983 monsignor Formánek rivelò al superiore provinciale padre A. Osvald di aver ricevuto l'ordinazione episcopale undici anni prima. Seguendo le indicazioni della Curia generale gesuita di Roma, mantenne il segreto e non esercitò alcuna attività episcopale. Lo scontro con la magistratura cecoslovacca continuò per ottenere il recupero degli oggetti confiscati con il precedente mandato di perquisizione. Nel 1985 la corte regionale di Košice stabilì una soluzione soddisfacente per entrambe le parti. Dopo un esaurimento fisico e psicologico, nel 1985 fu colpito da un ictus.
Morì a Prešov il 21 luglio 1991 per un infarto. Il 24 luglio fu sepolto nel cimitero di Prešov.

## Genealogia episcopale
La genealogia episcopale è:
- Cardinale Scipione Rebiba
- Cardinale Giulio Antonio Santori
- Cardinale Girolamo Bernerio, O.P.
- Arcivescovo Galeazzo Sanvitale
- Cardinale Ludovico Ludovisi
- Cardinale Luigi Caetani
- Cardinale Ulderico Carpegna
- Cardinale Paluzzo Paluzzi Altieri degli Albertoni
- Papa Benedetto XIII
- Papa Benedetto XIV
- Papa Clemente XIII
- Cardinale Marcantonio Colonna
- Cardinale Giacinto Sigismondo Gerdil, B.
- Cardinale Giulio Maria della Somaglia
- Cardinale Carlo Odescalchi, S.I.
- Cardinale Costantino Patrizi Naro
- Cardinale Lucido Maria Parocchi
- Papa Pio X
- Papa Benedetto XV
- Papa Pio XII
- Arcivescovo Saverio Ritter
- Cardinale Josef Beran
- Arcivescovo Josef Karel Matocha
- Vescovo Robert Pobožný
- Vescovo Pavol Hnilica, S.I.
- Cardinale Ján Chryzostom Korec, S.I.
- Vescovo Dominik Kaľata, S.I.
- Vescovo Peter Dubovský, S.I.
- Vescovo Jan Blaha
- Vescovo Felix Maria Davídek
- Vescovo Oskar Formánek, S.I.